# Last Ounce of Courage
Last Ounce of Courage è un film del 2012, diretto da Darryl Campbell.
Il film segna il ritorno come attore di Marshall R. Teague, dopo l'ultima esperienza nel film The Cutter. Al suo fianco ci sono anche Jennifer O'Neill e Fred Williamson. Il film è uscito negli Stati Uniti il 24 settembre 2012.

## Trama
Questo film racconta la storia della vacanza commovente di un eroe di guerra locale, il cui figlio va in guerra. Mentre il giovane eroe è in guerra per guadagnare una medaglia di valore, sua moglie porta Christian, suo figlio primogenito, dal padre. Tuttavia la tragedia che ne consegue sul campo di battaglia cambierà la vita di tutti per sempre come Tom Reeve che è costretto a dare la sua vita per la libertà. Passano quattordici'anni e il bambino cresce fino a diventare un adolescente e con sua madre torna nella piccola città di Monte Colombo, immerso tra le montagne rocciose durante la stagione di festa per stare con la sua famiglia. Christian ha poi un litigio col nonno, poiché entrambi stanno attraversando il dolore della perdita di un papà e del figlio di Bob. In questa storia d'amore e di perdono, scoprono un modo per unirsi e fare la differenza nella loro comunità, sostenendo la loro libertà di espressione.

## Produzione

### Progetto e sviluppo
Il progetto nacque nel marzo 2008 quando Darrel Campbell sviluppò il suo soggetto, per adattarsi anche alla visione del film. Il soggetto, a detta dello stesso Campbell, terminò a ottobre 2008. Egli stesso nel gennaio 2009 dichiarò «Voglio fare un film che si occupi di tematiche importanti come la fede e la speranza, ma che si sviluppi attorno a una storia di una famiglia allargata che deve ora trovare la sua forza in queste due cose». A maggio i fratelli Kevin e Lynn McFee si mostrarono interessati al progetto, e acquistarono i diritti cinematografici per produrre il film, e ad agosto 2009 stipularono un contratto con la Toy Gun Films con la quale questa si impegnava a finanziare almeno la metà dei costi di produzione. A dicembre vennero assunti John Chalfant per i temi musicali e Steve Nave per produrre i restanti finanziamenti del film.

### Cast
Nel febbraio 2010 i produttori considerarono Mel Gibson per il ruolo del protagonista. Dopo alcuni tentennamenti, il 13 marzo venne annunciato che Gibson aveva rifiutato la parte, per interpretare la pellicola Viaggio in paradiso. I produttori quindi decisero di puntare nel luglio 2010 su Fred Williamson, il quale però sembrò aver rifiutato un mese dopo per interpretare un altro film Beyond Control. Tuttavia il 21 agosto la Top Guy Films annunciò che Williamson sarebbe stato uno dei protagonisti del film. Per il ruolo del protagonista, a settembre 2010 il regista Campbell scelse il nome di Marshall Teague. Le trattative durarono per due mesi, fino al 30 novembre quando venne dato quasi per certo l'ingaggio di Teague e le trattative in fase di chiusura. Tuttavia, il 22 gennaio 2011 la partecipazione di Teague sembrò quasi saltata per produrre la pellicola The Iceman. Ma il 4 febbraio venne ufficializzato che Marashall Teague sarebbe stato il protagonista della pellicola. Il 16 maggio 2011 venne ingaggiata l'attrice Jennifer O'Neill per interpretare la protagonista femminile del film, e il successivo 26 giugno il produttore Kevin McFee confermò anche Rusty Joiner e lo stesso Darrel Campbell nel cast, nel ruolo di due personaggi aggiuntivi. A maggio Steve Nave entrò in trattative per interpretare Walter Putman, un amico di vecchia data di Bob. Il 7 giugno venne annunciata la data dell'inizio delle riprese, prevista per il 16 ottobre 2011, mentre il 1º luglio la produzione rivela che sono stati ingaggiati Hunter Gomez, Bill O'Reilly e Sarah McMullen, i quali sono gli ultimi componenti ad unirsi al cast. Voci risalenti a metà luglio 2011 vedevano un coinvolgimento nella sceneggiatura di Chuck Norris e di Steven Williams, ma il 15 luglio la produzione ufficializzò che non vi erano stati contatti con nessuno dei due.

### Riprese
Il film è stato girato in Colorado, USA. Le riprese sono durate dal 21 gennaio al 9 marzo 2012. Durante le riprese ci sono stati molti cambiamenti di Sceneggiatura da parte dei registi. Il regista è Darryl Campbell.
Il film è costato un budget di 5 milioni di dollari stimato.

### Distribuzione
Il film è stato distribuito il 24 settembre 2012 nelle sale americane, mentre il 6 ottobre 2012 nel resto del mondo. In Brasile il film è uscito invece il 22 dicembre 2012.

## Accoglienza

### Critica
Il film ha ricevuto recensioni generalmente negative da parte della critica internazionale. Su Rotten Tomatoes ha dato un punteggio dello 0%, con una valutazione media di 2,5 su 10, sulla base di 150 recensioni. Il sito Metacritic ha dato un punteggio di 11 su 100, sulla base di 55 recensioni. Il Washington Post riguardo al film dice: "La sua efficacia dipende essenzialmente dai suoi punti di discussione, ma che non è in grado di trattare interamente".
L'attore e produttore Chuck Norris ha invece detto: "Ho apprezzato molto facilmente questo film perché rispecchia in pieno quelli che secondo me sono i principi e i valori fondamentali della vita". Michael O'Sullivan del Washington Post ha definito il film un "continuo predicare in coro". Robert Abele del Los Angeles Times ha detto "Questo film è stato realizzato con la convinzione di veri fanatici, ma anche con la competenza di dilettanti". Il critico Steven Hunter ha dato al film una recensione positiva del 50% dicendo: "Non è un film terribile, ma non è neanche granché sorprendente".

### Box office e incassi
Nel suo weekend d'apertura il film ha incassato 1,49 milioni di dollari, posizionandosi al 15º posto nella classifica dei migliori incassi. Dopo un mese ha incassato 2,5 milioni di dollari, mentre in totale ha incassato 3.329.164 dollari.